# 25 Anos (álbum de Exaltasamba)
25 Anos é um álbum ao vivo de samba e pagode em CD e DVD, do grupo musical Exaltasamba, que foi lançado em 2010 pela gravadora Som Livre na gravação deste álbum que foi no dia 5 de junho de 2010 no Estádio Palestra Itália compareceram 35 mil pessoas e este trabalho teve a produção de Zé Carratu e direção de Joana Mazzuchelli, o primeiro lançamento do álbum foi em setembro de 2010 e este álbum chegou ao número um no Top 20 ABPD.[carece de fontes?] Em 2011 o Exaltasamba lançou o álbum em LP pela Radar Records e também lançou em Blu-Ray[carece de fontes?], no mesmo ano com este álbum ganhou o premio Grammy Latino de Melhor Álbum de Samba/Pagode e também aconteceu que em junho de 2011 o site do grupo teve 800 mil visualizações, e no final de 2011, o Marcelo Soares diretor da Som Livre vai em um show do Exaltasamba entregar uma placa em comemoração do Grammy Latino.

## Sobre as músicas

### Singles
Em setembro de 2010 a música "Tá Vendo Aquela Lua" chegou ao número um da tabela musical do Brasil Hot 100 Airplay e esta música chegou a ter 20 milhões de acessos no Youtube e a música "Viver Sem Ti" foi umas das músicas mais tocada das rádios do Brasil juntamente com a música "Um Minuto".
E aconteceu que no primeiro semestre do ano o grupo teve a música "Viver Sem Ti" sendo a terceira mais tocada das rádios e a música "Um Minuto" a oitava mais tocada das rádios depois a música "Viver Sem Ti" caiu para o sétimo lugar e "Agente Faz A Festa" em oitavo lugar o grupo no dia 7 de julho o grupo lançou nas rádios a música "Não Seria Justo" e imediatamente a música se tornou a mais tocadas das rádios do Brasil.

### Canções
O álbum traz muitos convidados especiais, são eles: Chitãozinho & Xororó que participa da canção "Minha Razão", Mariana Rios que participa da canção "Viver Sem Ti", Padre Reginaldo Manzotti que participa da canção "Uma Carta Para Deus", Mr. Catra que participa da canção "A Gente Faz a Festa", Rodriguinho que participa da canção "Para de falar tanta besteira" e a Orquestra Versão Brasileira (regida por Serguei Eliazar) que acompanhou o grupo em 12 músicas.

## Faixas do CD[16][17]e do LP
1. "Tá Vendo Aquela Lua"
2. "Aceita, Paixão"
3. "Um Minuto"
4. "Fugidinha"
5. "Minha Razão" (part. Chitãozinho & Xororó)
6. "Hoje Tem"
7. "Viver sem Ti" (part. Mariana Rios)
8. "A Gente Faz A Festa" (part. Mr. Catra)
9. "Não Seria Justo"
10. "Para De Falar Tanta Besteira" (part. Rodriguinho)
11. "Uma Carta Pra Deus" (part. Padre Reginaldo Manzotti)
12. "Virei A Mesa"
13. "Caminho Sem Amor"
14. "Não Tem Hora e Nem Lugar"
15. "É no Pagode"
16. "É Problema Meu"
17. "Quero Ter Você"
18. "Falando Segredo"
19. "Não Dá Mais (Domingo de Sol)"
20. "Tô Dentro, Tô Fora"

## Faixas do DVD[18]e do Blu-Ray
1. "Abertura exalta 25 anos"
2. "Tá Vendo Aquela Lua"
3. "Aceita Paixão"
4. "Um Minuto"
5. "Minha Razão" (part. Chitãozinho & Xororó)
6. "Falando Segredo"
7. "Fugidinha"
8. "Bem Que Se Quis"
9. "Hoje Tem"
10. "É no Pagode"
11. "Viver sem Ti" (part. Mariana Rios)
12. "Fase Ruim"
13. "Não Seria Justo"
14. "Uma Carta pra Deus" (part. Padre Reginaldo Manzotti)
15. "Não Tem Hora e Nem Lugar"
16. "Caminho Sem Amor"
17. "A Gente Faz a Festa" (part. Mr. Catra)
18. "É Problema Meu"
19. "Pra Que Chorar"
20. "Tô Dentro, Tô Fora"
21. "Quero Ter Você"
22. "Para de Falar Tanta Besteira" (part. Rodriguinho)
23. "Não dá Mais (Domingo de Sol)"
24. "Virei a Mesa"
25. "Toda Forma de Amor"

## Prêmio
Grammy Latino
| Ano  | Nomeação                                        | Resultado | Ref |
| ---- | ----------------------------------------------- | --------- | --- |
| 2011 | "Grammy Latino de Melhor Álbum de Samba/Pagode" | Venceu    |     |

## Posições Nas Paradas
| Paradas | Colocação | DVD |
| ------- | --------- | --- |
| Brasil  | 15        | DVD |

| Parada | Colocação | CD |
| ------ | --------- | -- |
| Brasil | 1         | CD |